# Bergeronnette malgache
Motacilla flaviventris
Espèce
Statut de conservation UICN

 LC  : Préoccupation mineure
La Bergeronnette malgache (Motacilla flaviventris) est une espèce de passereau appartenant à la famille des Motacillidae, endémique de Madagascar.

## Description
Cette espèce est caractérisée par une silhouette élancée, haute sur pattes, un plumage contrasté (gris dessus et jaune dessous) et une longue queue sombre bordée de blanc.
La femelle est souvent plus claire que le mâle.

## Habitat
La Bergeronnette malgache fréquente tous les milieux ouverts de Madagascar, de préférence lorsqu'ils sont humides ou situés à proximité de l'eau douce, saumâtre ou salée. Elle se rencontre sur les plages, les berges de lacs, sur la végétation flottante des plans d'eau, sur les rochers ou îlots du lit des rivières et torrents, dans les clairières, les massifs montagneux, mais aussi les villes et les villages car elle est volontiers anthropophile. Elle vit du niveau de la mer jusqu'à 2 600 m d'altitude.

## Alimentation
Cette espèce consomme des insectes et des araignées. Elle recherche sa nourriture en marchant ou en courant sur le sol en hochant la queue ou en voletant soudainement sur quelques mètres pour capturer une proie.